# Nachhratpur Katabari
Nachhratpur Katabari è una suddivisione dell'India, classificata come census town, di 5.111 abitanti, situata nel distretto del Dinajpur Settentrionale, nello stato federato del Bengala Occidentale. In base al numero di abitanti la città rientra nella classe V (da 5.000 a 9.999 persone).

## Geografia fisica
La città è situata a 25° 36' 45 N e 88° 06' 05 E.

## Società

### Evoluzione demografica
Al censimento del 2001 la popolazione di Nachhratpur Katabari assommava a 5.111 persone, delle quali 2.683 maschi e 2.428 femmine. I bambini di età inferiore o uguale ai sei anni assommavano a 776, dei quali 399 maschi e 377 femmine. Infine, coloro che erano in grado di saper almeno leggere e scrivere erano 2.747, dei quali 1.614 maschi e 1.133 femmine.